# Máy làm sữa đậu nành

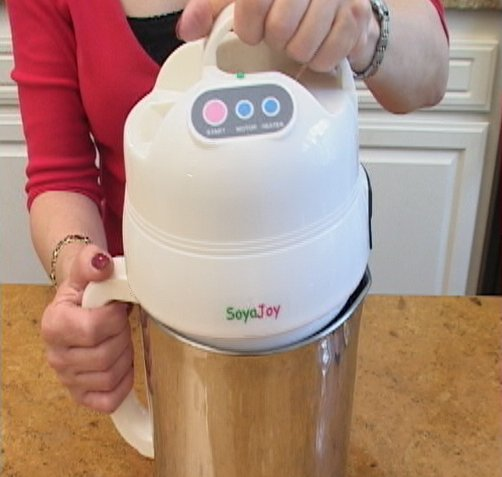
Một máy làm sữa đậu nành

Một máy làm sữa đậu nành là một đồ điện gia dụng tự động nấu sữa đậu nành, một thức uống làm từ đậu tương. Máy làm sữa đậu nành có thể được đặt chương trình làm sữa các loại hạt cây và ngũ cốc khác như sữa đậu xanh, sữa hạnh nhân và các thức uống sinh tố từ rau.
Sữa đậu nành tự làm ở nhà thường rẻ hơn mua sẵn. Ngoài ra, nó có thể được chế biến phù hợp khẩu vị và nhu cầu dinh dưỡng của người uống. Okara, một sản phẩm phụ bổ dưỡng trong quá trình làm sữa đậu nành, có thể dùng làm nguyên liệu cho nhiều công thức nấu.
Việc chế biển sữa đậu nành tại gia, nếu không dùng máy, thường khá vất vả với các giai đoạn như ngâm nước đậu tương, xay đậu bằng cối xay, chắt nước, rồi nấu. Máy làm sữa đậu nành thực hiện các bước này tự động, đơn giản hóa việc tự làm sữa đậu nành ở nhà.

## Hoạt động cơ bản
Một máy làm sữa đậu nành hoạt động giống như một sự kết hợp giữa máy xay sinh tố và máy pha cà phê tự động. Đậu tương đã ngâm được đổ vào cốc lọc của máy. Tại đó máy sẽ nghiền đậu thành một thứ bột nhão và mịn. Hỗn hợp này sau đó được lọc (tương tự như lọc trà) vào nước, rồi được đun nóng, làm chín cả đậu và okara.
Đa số máy làm sữa đậu nành có cơ chế để ngắt và bật quá trình đun sôi sữa, tránh việc sữa bị tràn ra ngoài. Bình đun được cắt điện khi mực nước dâng lên đỉnh của bình đựng, rồi lại được bật khi sữa trở về một mức nhất định. Cơ chế này lặp lại trong suốt quá trình đun sữa, kéo dài khoảng 15 phút.
Sau khi sữa đã chín hoàn toàn, máy sẽ tự động tắt, để lại okara trong cốc lọc và sữa đậu nành trong bình đun. Nhiều máy kêu "bíp" khi việc chế biến sữa đã hoàn thành.